# Alessia Riner
Alessia Riner (* 8. Januar 2004) ist eine Schweizer Handballspielerin.

## Karriere

### Im Verein
Alessia Riner spielte in der Schweiz für den GC Amicitia Zürich. Ab 2021 lief sie für den LK Zug auf. Im Sommer 2023 wechselte sie nach Deutschland zum Erstligisten Sport-Union Neckarsulm.

### In Nationalmannschaften
Mit der Schweizer Jugendnationalmannschaft nahm sie an der U18-Weltmeisterschaft 2022 teil. Am 20. März 2021 gab sie ihr Debüt für die Schweizer A-Nationalmannschaft. Mit ihr nahm sie an der Europameisterschaft 2022 teil. Mit der Juniorinnen-Nationalmannschaft belegte sie den siebten Platz bei der U19-Europameisterschaft 2023 sowie den achten Platz bei der U-20-Weltmeisterschaft 2024.
Sie stand im Kader für die Europameisterschaft 2024. Die Schweiz erreichte die Hauptrunde und beendete das Turnier auf dem 12. Platz. Riner kam in 6 Spielen zum Einsatz und erzielte 14 Tore.